# Anolis rubribarbus
Espèce
Synonymes
- Norops rubribarbus (Barbour & Ramsden, 1919)

Anolis rubribarbus est une espèce de sauriens de la famille des Dactyloidae.

## Répartition
Cette espèce est endémique de l'Est de Cuba.

## Description
Les mâles mesurent jusqu'à 58 mm et les femelles jusqu'à 42 mm.

## Publication originale
- Barbour & Ramsden, 1919 : The herpetology of Cuba. Memoirs of the Museum of Comparative Zoölogy, vol. 47, no 2, p. 71-213 (texte intégral).